# Синдром Кувад
Синдром Кува́д — стан, при якому близький до вагітної жінки чоловік (найчастіше — партнер) переживає ті ж симптоми і відхилення в поведінці, що й вона. Симптоми можуть включати біль у животі, нетравлення шлунку, зміни апетиту та ваги, діарею, запор, пронос, головний біль, нудоту, збільшення грудей, зміцнення сосків, безсоння.
За твердженням канадських вчених, у чоловіків, що живуть з вагітними жінками, більш ніж на третину зменшується вироблення тестостерону, а також підвищується рівень таких гормонів, як пролактин, кортизон і естрадіол.
Психологічна оцінка такого явища вказує на появу ознак істеричного неврозу у цих чоловіків.